# Farman Kharabayi
Farman Kharabayi (en kurdo: فەرمان خەرابەیی، Ferman xerabeyî) (nacido el 24 de abril de 1979) es un predicador islámico, erudito religioso, escritor y pensador kurdo, que tiene muchos libros impresos en todos los campos.
Estudió ciencias de la Sharia de la mano de varios jeques y finalmente obtuvo un título académico en Sharia, transporte y ciencias mentales.